# 軍人と国家
『軍人と国家』(The Soldier and the State)とは1957年に発表されたサミュエル・P・ハンティントンによる政軍関係に関する政治学の著作である。

## 概要
1927年に生まれたハンチントンは政治学の研究者であり、1946年にイェール大学を、1951年にハーバード大学を卒業してハーバード大学の国際問題研究センターの教授となる。当時、カーター政権での国家安全保障会議で国防政策の立案にも携わっていた。本書はハンチントンによる初期の作品であり、本書で構築されたプロフェッショナリズム（職業主義）の概念を中心とする理論は政軍関係の議論においてスミスの『軍事力と民主主義』と並んで常に参照されている。
本書の構成は、第1部軍事制度と国家：理論的・歴史的考察、第2部アメリカにおける軍事力：歴史的経験（1789年-1940年）、第3部アメリカの政軍関係の危機（1940年-1955年）の三部から成り立っている。第一部ではプロフェッショナリズムの概念から出発して軍隊のプロフェッショナリズムが何であるかを明らかにし、ヨーロッパ史における近代軍の成立、そして文民統制の諸形態や客体的文民統制の意義を理論枠組みに基づいて論じている。第2部ではアメリカの歴史において主流であった自由主義的な政軍関係の形態、憲法上での文民統制のあり方、南北戦争以前のアメリカ軍の伝統、アメリカでのプロフェッショナリズムの形成が歴史的観察、第一次世界大戦と第二次世界大戦の間での政軍関係の状況について、歴史観察を中心に論じられる。そして第3部では第二次世界大戦以後に表面化してきた政軍関係の歴史的軋轢を参謀本部や国防省の権力構造や政治行動について指摘している。
ハンチントンは政軍関係を安全保障の枠組みに沿って位置づけている。まず安全保障においては軍事的安全保障、対内的安全保障、状況的安全保障の三つの局面と、それら三つの局面にそれぞれ運用と制度の水準がある。そして政軍関係は軍事的安全保障政策の局面における制度的な水準に位置づけられており、軍備の分量や軍備の性質、また軍事力の使用についての諸々の政策課題が見出される。この政軍関係は軍事的必要性と社会的条件の二つの要因から形成されており、ハンチントンは将校団の国家に対する関係として政軍関係を理論化している。

## 要旨

### プロフェッショナリズム
将校団は専門的な職業団体であり、その性質はプロフェッショナリズムに特徴付けられる。それは専門技術、責任、団体性として分類される。将校団の専門技術とはハロルド・ラスウェルによって「暴力の管理」として要約されており、具体的には戦力の造成、作戦の計画、戦闘の指揮の三つがある。暴力の管理は近代以後に高度化しており、その専門性は研究を必要とする知的技能として成り立っている。軍事の応用的な技能を修得するためには歴史、政治学、経済学、心理学、社会学などの社会科学だけでなく化学や物理学、生物学などの自然科学の理解を軍事的に応用する知能が求められる。また将校の国家に対する責任については軍事アドバイザーとしての責任であり、軍事的安全保障の実現について直接的な責任を負う。将校団の団体性は単なる官僚制の枠組みを超えた自律性が認められる。この団体的な性格は社交クラブや軍学校、部隊の刊行物や軍事的伝統などにより特徴付けられる。
将校団が持つプロフェッショナリズムは軍人精神の倫理によって基礎付けられている。軍人倫理は人間性における性悪説を強調し、また個人に対する社会の重要性を強調している。このことに関連して組織的な指揮系統に基づくヒエラルキーを重視し、国民国家が戦争の主体となる可能性を常に認める。したがって国家の安全保障は軍事力による勢力均衡に基づくものであり、同時に好戦的な政策が決して好ましくないと論じるものである。このような特徴を総合すれば軍人倫理は集団主義、国家主義であり、また軍国主義的であると同時に平和主義的である。つまり軍人とは単なる政策の道具であるべきだる、という保守的な現実主義の思想とまとめることができる。
一方で文民統制（シビリアン・コントロール）という見地から軍隊を見れば軍人倫理に関連して二種類の形態があることがわかる。一つは主体的文民統制であり、これは文民の権力を軍部に対して極大化した形態である。もう一つの形態としての客体的文民統制は軍事プロフェッショナリズムの極大化である。つまり将校団の専門性を最大限発揮するのに都合の良い政治権力の配分である。この両方に共通する政治的要素は軍の権力を最小化するということである。客体的文民統制はその前提として軍事プロフェッショナリズムが出現しなければ実現は不可能であるが、軍人と文民とを同一化することで軍事プロフェッショナリズムを損なう主体的文民統制と比較してより好ましい。客体的文民統制は軍人に軍人倫理を遵守させることで国家の道具とすることが可能である。
政治権力、軍事プロフェッショナリズムとイデオロギーの一般関係を考察すれば、五つの理念型に分類することが可能である。軍部の強力な政治権力、低度な軍事プロフェッショナリズム、反軍的イデオロギーの要素を持つ形態は発展途上国や急速な軍拡を行った国家に見られる。軍部の弱小な政治権力、低度な軍事プロフェッショナリズム、反軍的イデオロギーから成り立つ形態は近代の全体主義国家や第二次世界大戦中のナチス・ドイツに認められる。弱小な軍部の政治権力、高度な軍事プロフェッショナリズム、反軍的イデオロギーが特徴の形態は軍事的脅威に直面していない社会や南北戦争後のアメリカで見出される。そして軍部の強力な政治権力、高度な軍事プロフェッショナリズム、親軍的イデオロギーを示す形態は軍人に対する共感や同情から政治権力を認める場合である。最後に軍部の弱小な政治権力、高度な軍事プロフェッショナリズム、親軍的イデオロギーは保守的なイデオロギーが支配的な社会で出現する。

### アメリカの政軍関係の伝統
アメリカにおいて最も支配的な政治イデオロギーは自由主義であった。自由主義は軍隊の機構や機能に無理解であり、原理的に敵対する。18世紀に維持されていたアメリカの700名の正規軍は共和政と人民の自由を妨げると見なされたために議会により80名に縮小された。アメリカでは自由主義はアメリカ独立戦争から続く主流の思想であった。19世紀におけるアメリカの国際社会における孤立は自由主義をより優勢とした。軍事問題に対する自由主義的アプローチの実態は複雑である。基本的に自由主義は国防問題に適用されることを想定していない。自由主義は国家と個人の関係を問題とするものであり、対外政策や軍事問題を重要視していない。さらに自由主義は国内政策の方法を国家間の問題に適用しようとする傾向がある。したがってアメリカの戦争に対する態度は二種類が並存する。それは戦争を心底許容する過激論と徹底的な平和主義であり、どちらであれイデオロギー的に正当化されなければならない。したがって国家政策の手段として軍事力を使用することはない。政軍関係に対してこのような自由主義のイデオロギーは敵対的である。したがって基本的には民兵によって国防は実施されなければならないと考える。
またアメリカでは文民統制の理念が普及しているにもかかわらず、憲法上の規定が定められていない。つまりアメリカの合衆国憲法はハンチントンが述べる客体的文民統制の規定が認められておらず、軍事的責任を政治的責任に従属させる規範が示されていない。憲法では職業軍人を想定しておらず、主に民兵が組織されることになっている。民兵は自由な国家の自然な形態の防衛であり、常備軍は逆に自由の脅威と捉えられた。民兵が存在することによって客体的文民統制は必然的に必要ではなかった。憲法の民兵条項によれば、準軍事組織の保有を承認し、さらにその民兵組織の指揮権を戦時において連邦政府と州政府の間で分割することを承認している。このような二重統制はアメリカにおける職業軍人の制度と文民統制にとっての障害であった。このようにアメリカにおいては自由主義の価値観によって客体的文民統制が憲法や政治大系の中で具体化されることが妨げられていた。
自由主義の傾向にあるアメリカにおいてアメリカ軍の伝統の基礎となった技術主義、人民主義そしてプロフェッショナリズムの中でプロフェッショナリズムは特に脆弱なものとならざるをえなかった。さらに軍は市民社会から隔離された環境に置かれることになった。しかしこれは結果的にはアメリカ軍の専門的職業集団への変容を容易なものとしていた。アメリカで職業軍人の制度が成立したことは南北戦争後の少数の将校団の業績であった。彼らは軍事教育の改革を通じてアメリカ軍に軍事的なプロフェッショナリズムを定着させることに貢献した。1865年に設置されたウェスト・ポイントの陸軍士官学校とアナポリスの海軍兵学校では一般教養、軍事科学、軍事技術についての教育がなされ、また軍事研究のための軍大学が創設された。この教育体系の整備によって将校団は職業団体として確立され、職業倫理としての非党派的な立場から軍務を遂行することを理想とする軍人精神が形成されることになった。
第一次世界大戦が勃発してからアメリカでは国民と軍隊の新しい関係を構築するために各地の高校や大学で軍事教練を指導とする部隊を配置し、地域ごとに行われていた兵員募集の取組みを全国的に実施するため整備した。このような努力は平和主義者によって批判の対象となり、またアメリカの市民社会に定着していた反軍的な考え方によっても抵抗されていた。第一次世界大戦と第二次世界大戦の間においてアメリカの市民社会では反軍的な傾向が強まっていた。これはアメリカの自由主義の思想的伝統が復権したことを反映する状況であり、政軍関係も自由主義的な形態に回帰した。そして自由主義者は軍を軍国主義と同一視することで批判の対象としていた。また第一次世界大戦前に確立されていた軍事制度はそのまま存続しており、その内容にも変化は見られなかった。

### アメリカの政軍関係の危機
第二次世界大戦はアメリカの政軍関係を大きく変化させる契機となった。ハンチントンは戦時中での重要な着眼点について、政策・戦略の重要な意思決定に関して軍部が指導したことや、軍部がアメリカの国民と政治家の望む方式で戦争を指導したこと、そして経済統制の活動は軍部と文民により分担されたことを列挙している。職業軍人は急速に文民と接近を果たし、国家において重要な地位を占めることが可能となった。国際問題においては軍人は文民の自由主義的な価値観を採用することで協調しながら政策形成に携わることができた。ただし国内問題では経済統制の是非を巡って軍部は抵抗を受けていた。しかし戦争の基本的な戦略に関してアメリカの最高会議では軍人と文民の政治的な調和がもたらされていた。ハンチントンはこのような調和が政治家が軍人の見解を受け入れたのではなく、軍人が文民の意見を受け入れたと指摘している。つまり問題の根源は軍事的思考の貧困であり、アメリカ社会に普及していた自由主義に由来するものであった。
このような軍部の態度の変化は文民統制に関する変化にも表面化している。参謀本部は大統領に対する軍事的助言を行う永続的な機関であり、これを文民統制の下に置くことは忘れ去られていた。軍の指導者は戦略や戦術の問題で大統領と直接的に交渉する地位を確立することができた。経済の動員においては戦時動員局が民軍の調整を進めていた。アメリカの地理的環境と統制計画によりドイツや日本を追い越すほど経済動員は成功した。このことで軍部は国内の政策問題において文民に対して政治的影響力を働きかけることができた。しかし第二次世界大戦において国家戦略は軍事的観点が軽視されることになっていた。アメリカのこのような政軍関係の問題は深刻なものとなることになった。
アメリカの政軍関係の問題は第二次世界大戦後になってから出現することになる。ハンチントンはここでラスウェルの要塞国家の概念を参照している。要塞国家は20世紀の国際紛争に対処するため、要塞国家の形態が出現するという予測に基づいた仮説であった。要塞国家では自由社会の軍事化や政軍関係と国家の形態に関する誤解が含まれている。例えば彼は職業軍人が好戦的であるという誤った前提を採用している。このような理論は政治と軍事という範疇が旧式であるという主張を背景としており、軍による純粋な軍事的な決定は存在しないという議論や、文民による軍の非軍事的責任を追及する議論などに現れていた。軍人が文民の部門に進出することには批判があったが、軍人たちは文民に姿を変えて浸透していった。
冷戦期における朝鮮戦争はアメリカの政軍関係の問題を表現しており、戦後直後に見られた軍人が文民に同化する傾向は衰退していくことになった。そのため再び政軍の緊張関係が自由主義的な政軍関係が維持され、戦争と軍隊に対するアメリカ国民の態度も変化がなかったために、参謀本部は政策の実施主体かまたは具体的な政治的な行為主体、そして両者を総合した役割を担うことが求められることになった。軍事的安全保障の要請と自由主義の価値観の緊張関係は双方どちらかの弱体化によってしか解決できない。近年のアメリカでは新保守主義の成立はこれまでの自由主義のイデオロギー的な反軍的態度に取って代わりつつある。この思想情勢の変化は政軍関係の健全化にとって望ましい状況であると言える。なぜなら軍事的安全保障は職業軍人のプロフェッショナリズムを確立するためであり、そのためには自由主義の価値観から保守主義の価値観への移行が必要なのである。

## 評価
ハンチントンのこの政軍関係の研究は政軍関係の理論的枠組みを示した著作であったが、各方面からそのプロフェッショナリズムの概念に基づく理論体系が批判されることになった。アメリカの政治学者サミュエル・E・ファイナーは『馬上の人』の中でハンチントンが提唱したプロフェッショナリズムという概念の内容が妥当ではないと論じた。本書でハンチントンが論じたようにプロフェッショナリズムが軍人の政治介入の動機を失わせるならば、近代的な職業軍人がクーデタなどの手段で政治に介入したドイツや日本の歴史的事例を説明することができない。ハンチントンの議論はプロフェッショナリズムの定義に依存しており、もしプロフェッショナリズムに合致しない行動を軍隊が示せば、彼らは完全に職業的ではないとなる。したがってファイナーはハンチントンの議論が本質主義であり、また彼の議論で使用されている概念が純粋に理論的な枠組みに過ぎず、政軍関係の現実とは無関係なものであると考える。